# 國際運動攀登總會
國際運動攀岩總會（International Federation of Sport Climbing，IFSC）是一個成立於2007年，專門管轄國際運動攀登事務的組織。目前，該組共有81個成員國加盟，旗下的主要比賽有世界攀登錦標賽及世界杯。它的總部設在意大利都靈。

## 外部連結
- 官方網站（页面存档备份，存于）